# Roland Vusec
Pas d'image ? Cliquez ici

a Compétitions nationales et continentales officielles uniquement.

b Matchs officiels uniquement.
Roland Lucien Vusec, né le 15 septembre 1972 à Chartres (Eure-et-Loir), est un joueur de rugby à XV franco-roumain qui évoluait au poste de demi d'ouverture ou d'arrière.

## Biographie
Il est le fils de l'ancien international roumain Mihai Wusek, qui fut champion de France avec La Voulte en 1970.

## Palmarès
- Vainqueur du Championnat européen des nations en 2000